# Incognito Entertainment
Az Incognito Entertainment (eredetileg Incog Inc.) egy amerikai videójáték-fejlesztő cég volt, melyet 1999 májusában alapítottak és olyan címeket készítettek, mint a Twisted Metal, a Warhawk és a Jet Moto. A csapatot a SingleTrac volt tagjai alapították, székhelye Salt Lake City-ben volt és a Santa Monica Studio részeként működött. A vállalatot Scott Campbell alapító tag és elnök vezette David Jaffe producer és designer közreműködésével.
2009-től az Incognito megszűntnek tekinthető, mivel a legtöbb alkalmazottja otthagyta a céget és megalapították az Eat Sleep Play és a LightBox Interactive stúdiókat.

## Játékaik
| Cím                         | Megjelenés | Platform             |
| --------------------------- | ---------- | -------------------- |
| Twisted Metal: Black        | 2001       | PlayStation 2        |
| Twisted Metal: Small Brawl  | 2001       | PlayStation          |
| Twisted Metal: Black Online | 2002       | PlayStation 2        |
| War of the Monsters         | 2003       | PlayStation 2        |
| Downhill Domination         | 2003       | PlayStation 2        |
| Twisted Metal: Head-On      | 2005       | PlayStation Portable |
| Calling All Cars!           | 2007       | PlayStation 3        |
| Warhawk                     | 2007       | PlayStation 3        |

## Bezárás
Az Incognito munkatársainak jelentős része kilépett a cégből, ugyan a Sony nem nyilatkozott a feloszlásukról, azonban nincs rajta a Sony belsős fejlesztőstúdiónak, az SCE Worldwide Studiosnak taglistáján. További bizonyíték a feloszlásukra, hogy a vállalat hivatalos weboldala a LightBox Interactive weblapjára irányít át.
A stúdió vezetői és alapítói David Jaffe és Scott Cambell 2007 júliusában hagyta ott a céget annak jelentős számú alkalmazottjával, hogy megalapítsák a saját független stúdiójukat Eat Sleep Play néven, amelyet a SCEA is támogatott. A csapat, ami kilépett az Incognitótól főként azokat az embereket jelentette, akik a stúdió legtöbb játéka, köztük a Twisted Metal sorozat mögött áll.
A csapat hátramaradt tagjait Dylan Jobe vezette és Warhawk internetes videójátékot tartotta karban. 2009 márciusában ő és az Incognito több tagja kilépett a cégből és megalapították a LightBox Interactive nevű stúdiót. A LightBox Interactive főként a Warhawk mögötti csapatból áll, jelenleg a Warhawk karbantartásáért felelős; javításokat és kiegészítőcsomagokat készítenek hozzá.